# 细梗蔷薇
细梗蔷薇（学名：Rosa graciliflora）为蔷薇科蔷薇属下的一个种。

## 扩展阅读
- 維基物種上的相關：细梗蔷薇